# Loma de la Plaza
Loma de la Plaza är en ort i Mexiko.   Den ligger i kommunen San Juan Coatzóspam och delstaten Oaxaca, i den sydöstra delen av landet, 300 km sydost om huvudstaden Mexico City. Loma de la Plaza ligger 1 631 meter över havet och antalet invånare är 150.
Terrängen runt Loma de la Plaza är bergig söderut, men norrut är den kuperad. Runt Loma de la Plaza är det ganska tätbefolkat, med 104 invånare per kvadratkilometer. Närmaste större samhälle är Huautla de Jiménez, 14,4 km nordväst om Loma de la Plaza. I omgivningarna runt Loma de la Plaza växer i huvudsak städsegrön lövskog.